# بيتر بيكي
بيتر بيكي (بالمجرية: Beke Péter)‏ هو لاعب كرة قدم مجري في مركز الوسط، ولد في 6 ديسمبر 1994 في بيتش في المجر. لعب مع نادي بيتش ‏.

## وصلات خارجية
- بيتر بيكي على موقع اتحاد المجر (الهنغارية)
- بيتر بيكي على موقع قاعدة بيانات كرة القدم.إي يو (الإنجليزية)
- بيتر بيكي على موقع Soccerway.com (الإنجليزية)